# Technomyrmex nequitus
Technomyrmex nequitus är en myrart som beskrevs av Barry Bolton 1995. Technomyrmex nequitus ingår i släktet Technomyrmex och familjen myror. Inga underarter finns listade i Catalogue of Life.